# Plateilema
Plateilema là một chi thực vật có hoa trong họ Cúc (Asteraceae).

## Loài
Chi Plateilema gồm các loài: